# Oxyopes pallidecoloratus
Oxyopes pallidecoloratus är en spindelart som beskrevs av Embrik Strand 1906. Oxyopes pallidecoloratus ingår i släktet Oxyopes och familjen lospindlar. Utöver nominatformen finns också underarten O. p. nigricans.